# GirlsParty
『GirlsParty』（ガールズパーティー）は、テレビ静岡で毎週水曜24:25 - 24:40に放送されていたバラエティ番組である。

## 放送時間の変遷
| 期間          | 期間          | 放送時間（日本時間）          |
| ------------- | ------------- | ----------------------------- |
| 2013年4月9日  | 2014年4月1日  | 火曜日0:35 - 0:50（月曜深夜） |
| 2014年4月9日  | 2015年4月8日  | 水曜日0:40 - 0:55（火曜深夜） |
| 2015年4月15日 | 2016年3月23日 | 水曜日0:30 - 0:45（火曜深夜） |
| 2016年4月6日  | 2016年9月28日 | 水曜日0:25 - 0:40（火曜深夜） |
| 2016年10月6日 | 2020年3月26日 | 木曜日0:25 - 0:40（水曜深夜） |

※特番により放送時間繰り下げ、及び休止の場合あり。

## 最終回時点での出演者
- バービー（フォーリンラブ）
- 小林豊
- 高里絵理奈（テレビ静岡アナウンサー）

### 過去の出演者
- 近藤春菜（ハリセンボン）
- 春香クリスティーン